# Marquesado de Alginet
El marquesado de Alginet es un título nobiliario español creado por el rey Alfonso XIII en favor de Manuel Escrivá de Romaní y de la Quintana, X conde de Casal y académico de Bellas Artes y Ciencias Históricas de Toledo, el 20 de junio de 1910 por real decreto y el 27 de septiembre del mismo año por real despacho.
Su denominación hace referencia al municipio de Alginet (Valencia), localidad que antiguamente constituyó un señorío del reino de Valencia vinculado en 1549 por Jerónimo de Cavanilles y Gallach, embajador en Francia.

## Marqueses de Alginet
|                           | Titular                                         | Periodo                   |
| Creación por Alfonso XIII | Creación por Alfonso XIII                       | Creación por Alfonso XIII |
| ------------------------- | ----------------------------------------------- | ------------------------- |
| I                         | Manuel Escrivá de Romaní y de la Quintana       | 1910-1922                 |
| II                        | Fermín Escrivá de Romaní y Muguiro              | 1922-1936                 |
| III                       | María de las Nieves Escrivá de Romaní y Morenés | 1950-1999                 |
| IV                        | Jaime Perinat y Escrivá de Romaní               | 1999-presente             |

## Historia de los marqueses de Alginet
La lista de sus titulares es la que sigue:
- Manuel Escrivá de Romaní y de la Quintana, I marqués de Alginet, X conde de Casal, gentilhombre de cámara con ejercicio, senador del reino, Gran cruz de Isabel la Católica y académico de Bellas Artes y Ciencias Históricas de Toledo.

Casó con Teresa Muguiro y Beruete. El 23 de mayo de 1922 le sucedió, por cesión, su hijo:
- Fermín Escrivá de Romaní y Muguiro (m. 1936),  II marqués de Alginet.

Casó con María de Morenés y Carvajal. El 8 de marzo de 1950 le sucedió su hija:
- María de las Nieves Escrivá de Romaní y Morenés, III marquesa de Alginet, XI condesa de Casal.

Casó con Luis Guillermo Perinat y Elio, II marqués de Perinat, VIII marqués de Campo Real, IX barón de Ezpeleta. El 16 de marzo de 1999 le sucedió, por cesión, su hijo:
- Jaime Perinat y Escrivá de Romaní, IV marqués de Alginet.